# È complicato
È complicato (It's Complicated) è un film del 2009 scritto e diretto da Nancy Meyers. Tra gli interpreti principali figurano Meryl Streep, Alec Baldwin e Steve Martin.

## Trama
La divorziata Jane Adler vive con i tre figli a Santa Barbara, in California, dove gestisce con successo una pasticceria. Dopo dieci anni dal divorzio, Jane ha un rapporto amichevole con l'ex marito Jake, ma quando Luke, il minore dei loro figli, si laurea, i due hanno modo di passare del tempo assieme ed inaspettatamente riscoppia la passione tra loro. Jane diventa così l'amante dell'ex marito, visto che Jake nel frattempo si è risposato con la giovane ed antipatica Agness. Nel mezzo della ritrovata e clandestina passione tra gli ex coniugi, nella vita di Jane entra l'architetto Adam, che dovrebbe ristrutturarle la cucina ma che ben presto si innamorerà di lei, dando così vita ad un complicato triangolo sentimentale.

## Produzione
Nel maggio 2008 Nancy Meyers si è accordata con la Universal Pictures per la realizzazione di un film commedia, che avrebbe scritto, diretto e co-prodotto assieme a Scott Rudin. Durante la fase di sviluppo e pre-produzione il progetto è stato portato avanti con il titolo The Untitled Nancy Meyers Project. Meryl Streep e Alec Baldwin sono stati contattati nell'agosto 2008, mentre Steve Martin si è unito al cast nel mese di ottobre, i restanti interpreti si sono uniti al cast nei mesi successivi.
Le riprese sono iniziate a New York nell'aprile 2009 e si sono concluse ad agosto dello stesso anno.

## Riconoscimenti
- 2010 - Golden Globe
  - Nomination Miglior film commedia o musicale
  - Nomination Migliore attrice in un film commedia o musicale a Meryl Streep
  - Nomination Migliore sceneggiatura a Nancy Meyers
- 2010 - Premio BAFTA
  - Nomination Miglior attore non protagonista a Alec Baldwin
- 2009 - National Board of Review Awards
  - Miglior cast
- 2009 - Satellite Award
  - Nomination Miglior film commedia o musicale
- 2010 - Golden Reel Award
  - Nomination Miglior montaggio sonoro (Effetti sonori) a Stephanie Lowry, Andrew Silver e Ryan Rubin
- 2009 - Critics' Choice Movie Award
  - Nomination Miglior film commedia
- 2010 - Eddie Award
  - Nomination Miglior montaggio in un film commedia o musicale a Joe Hutshing e David Moritz
- 2010 - ASCAP Award
  - Top Box Office Films a Hans Zimmer e Lorne Balfe
- 2010 - Irish Film and Television Award
  - Miglior attrice internazionale a Meryl Streep
- 2010 - AARP Movies for Grownups Awards
  - Miglior commedia
  - Miglior attore non protagonista a Alec Baldwin
  - Miglior sceneggiatura a Nancy Meyers
  - Nomination Miglior regia a Nancy Meyers
  - Nomination Miglior attrice protagonista a Meryl Streep
  - Nomination Miglior storia d'amore a Meryl Streep e Alec Baldwin
- 2009 - Alliance of Women Film Journalists
  - Attrice che sfida l'età e l'agire a Meryl Streep
  - Miglior disponibilità di nudo, sesso o seduzione a Meryl Streep e Alec Baldwin
  - Nomination Premio per la miglior immagine di donna a Meryl Streep
  - Nomination Miglior donna in un film industriale a Meryl Streep
- 2011 - Jupiter Award
  - Nomination Miglior attrice internazionale a Meryl Streep
- 2010 - World Soundtrack Awards
  - Nomination Compositore dell'anno a Hans Zimmer

## Distribuzione
La Universal Pictures ha distribuito il film negli Stati Uniti il giorno di Natale del 2009. In Italia la pellicola è stata distribuita, sempre dalla Universal, il 19 marzo 2010.

## Incassi
Con un budget stimato di 85 milioni di dollari, ha incassato 125 milioni negli USA e 8 milioni di sterline in Gran Bretagna.